# Hochstift Fulda
Das Hochstift Fulda war ein geistliches Territorium des Heiligen Römischen Reiches.
Es gehörte zum Oberrheinischen Reichskreis und stellte den Territorialbesitz des Klosters Fulda, ab 1752 des Bistums Fulda dar. Demnach wurde es auch Fürstabtei Fulda und Fürstbistum Fulda genannt. Landesfürsten waren die Äbte und Bischöfe von Fulda. Es entwickelte sich aus dem ursprünglich geistlichen Gebiet der Territorialabtei zu einem weltlichen Herrschaftsbereich.
Mit dem Reichsdeputationshauptschluss 1803 wurde das geistliche Fürstentum aufgelöst und die fuldischen Besitzungen gingen im Fürstentum Nassau-Oranien-Fulda auf.

## Geschichte

### Erhebung zur Fürstabtei
Ab 1170 hatten die Fuldaer Äbte den Status eines Reichsfürsten. Der Herrschaftsbereich des Klosters bestand im 12. Jahrhundert aus insgesamt 450.000 Morgen Land zwischen der Nordsee und den Alpen und war das größte zusammenhängende Territorium aller Abteien im Reich. Durch den weitläufigen Streubesitz sollen die Fuldaer Äbte der Überlieferung nach bei einer Reise nach Rom stets auf eigenem Boden übernachtet haben können.
1220 wurde die Abtei durch Kaiser Friedrich II. anlässlich der Confoederatio cum principibus ecclesiasticis zur Fürstabtei erhoben. Fürstabt Heinrich V. von Diez-Weilnau (1288–1313) ließ zwischen 1294 und 1312 eine Abtsburg bauen, in der er außerhalb des Klosters residierte. Diese Burg wurde im 17. Jahrhundert durch Fürstabt Johann Friedrich von Schwalbach in ein Renaissanceschloss umgebaut.
Als Abt Heinrich VI. von Hohenberg (vor 1320) jedoch noch eine zweite Abtsburg innerhalb der Stadt errichtete, erstürmten die Bürger mit Hilfe des Hochvogtes Graf Johann I. von Ziegenhain beide Burgen des Abtes und zerstörten die neue Burg samt Turm und Ringmauern. Auf Klage des geflüchteten Abtes bei Kaiser Ludwig IV. wurden die Stadt Fulda und der Graf vom Kaiser mit der Reichsacht belegt. 1331 vermittelte der Trierer Erzbischof Balduin eine Sühne, infolge derer die Bürger den Turm und die Ringmauern der neuen Burg wiederherzustellen hatten und bedeutende Entschädigungen zahlen mussten. Die Anführer des Aufstandes wurden hingerichtet.
1356 verlieh Kaiser Karl IV. dem Fürstabt den Ehrentitel „Erzkanzler der Kaiserin“.
Das Fuldaer Land mit Kloster und Stadt stand im Kräftespannungsfeld zwischen dem Erzbistum Mainz, dem Bistum Würzburg und der Landgrafschaft Hessen. Im Laufe des 15. Jahrhunderts gingen die Fuldische Mark und das Amt Gersfeld verloren.
Unter Abt Reinhard von Weilnau (1449–1476) erreichte die Entwicklung des Reichsstiftes in ein Territorialfürstentum seinen Abschluss. Für die räumliche Verwaltungsorganisation des Landes siehe die Liste der Ämter des Hochstiftes Fulda.

### Neuzeit
Während unter der Regierungszeit des Fürstabts Johannes II. von Henneberg (1477–1513) die Lage im Land ruhig blieb, kam es unter Hartmann II. von Kirchberg (1513–1529), der wegen seiner Verschwendungssucht unbeliebt war, zu Unruhen. Seit 1523 gab es erste reformatorische Bestrebungen im Reichsstift. Im mitteldeutschen Bauernaufstand verbündeten sich an Ostern 1525 Bauern und die Bürger der Stadt Fulda; das Reichsstift wurde mitsamt seinen Nebenklöstern geplündert. Der hessische Landgraf Philipp rückte am 3. Mai 1525 mit einem starken Heer an, worauf sich die Bauern nach kurzem Widerstand ergaben. Die Stadt wurde gebrandschatzt und musste die Kriegskosten tragen. In der Folge stieg die Bedeutung der Landstände des Stifts Fulda deutlich an. In der Zeit von 1546 bis 1563 wirkte Justus Stude als Kanzler des Hochstifts.
1570 wurde Balthasar von Dernbach Fürstabt von Fulda. Er wollte das Hochstift von innen erneuern und berief 1571 die Jesuiten nach Fulda. Ein Gymnasium (1572) und ein päpstliches Kolleg (1584) wurden eingerichtet. Der Fürstabt setzte sich im Konflikt mit dem weitestgehend evangelisch gesinnten Stiftsadel durch und setzte ab 1602 die Gegenreformation durch. Den Hexenverfolgungen im Hochstift Fulda fielen ca. 250 Menschen zum Opfer.

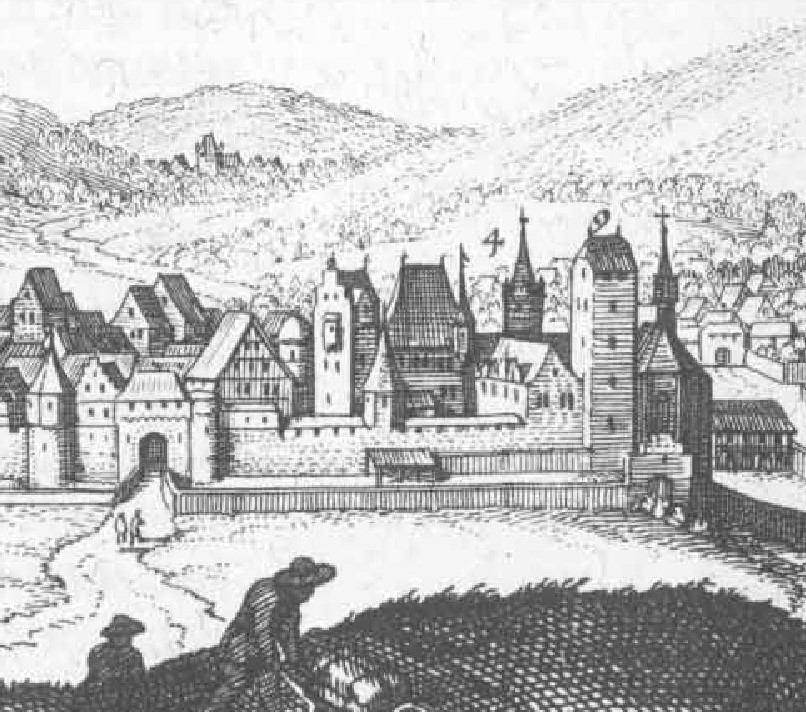
Renaissanceschloss in Fulda, links das Heertor und rechts das Paulstor

Von den Verwüstungen des Dreißigjährigen Kriegs (1618–1648) blieb auch Fulda nicht verschont. 1622 plünderte und brandschatzten Truppen des Herzogs Christian von Braunschweig das Hochstift. Weitere Besetzungen, Plünderungen, Einquartierungen und Brandschatzungen folgten. So wurde das Kloster 1631 durch hessische Truppen geplündert; zahlreiche Manuskripte aus der Bibliothek verschwanden. 1632 bis 1634 herrschte Wilhelm V. von Hessen-Kassel als Fürst von Buchen über das Reichsstift. Im Prager Frieden 1635 kam es zur Restitution des Stifts. Unter Fürstabt Joachim von Gravenegg (1644–1671) wurden die zahlreichen Kriegsschäden behoben.

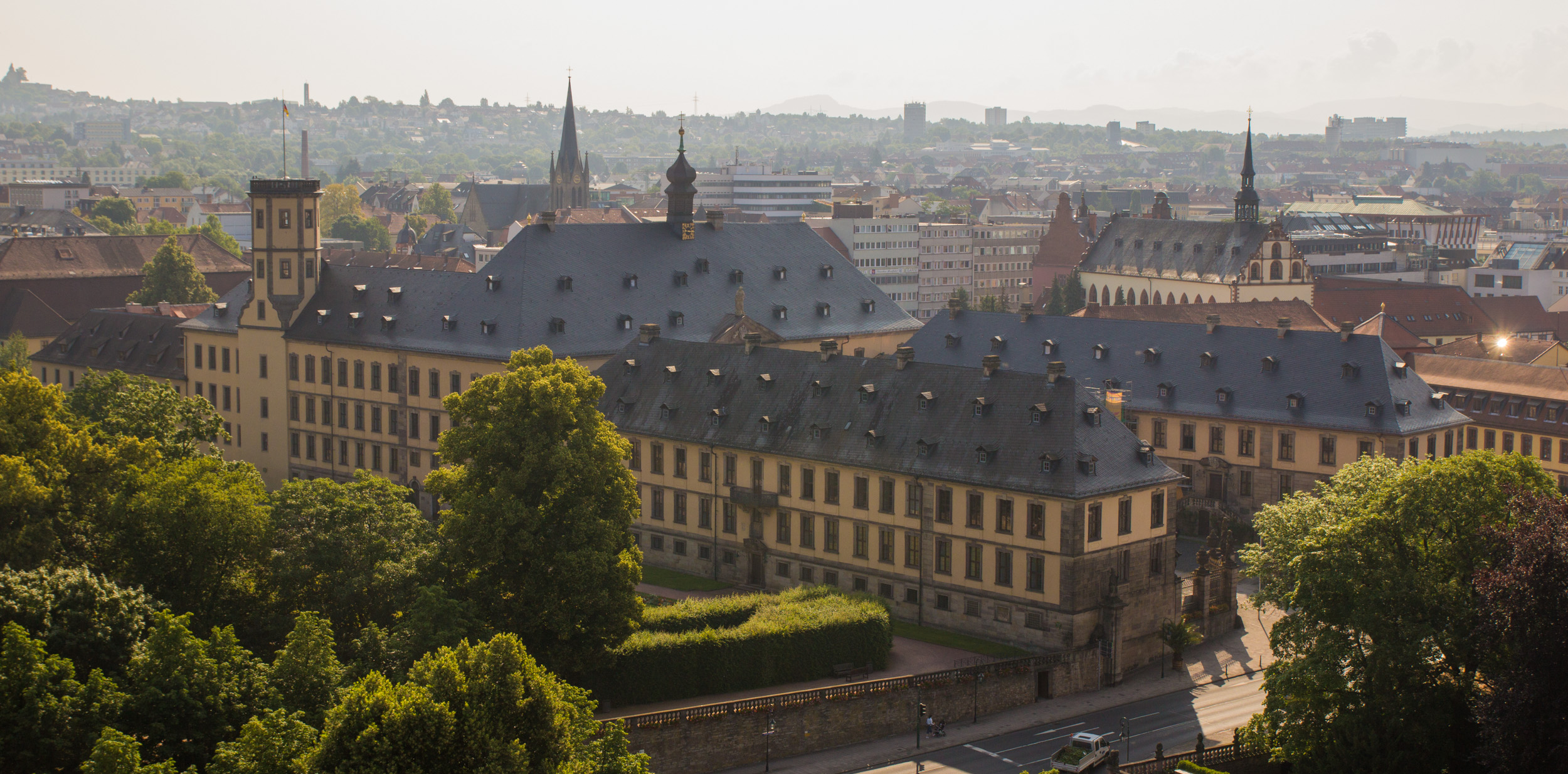
Fuldaer Stadtschloss

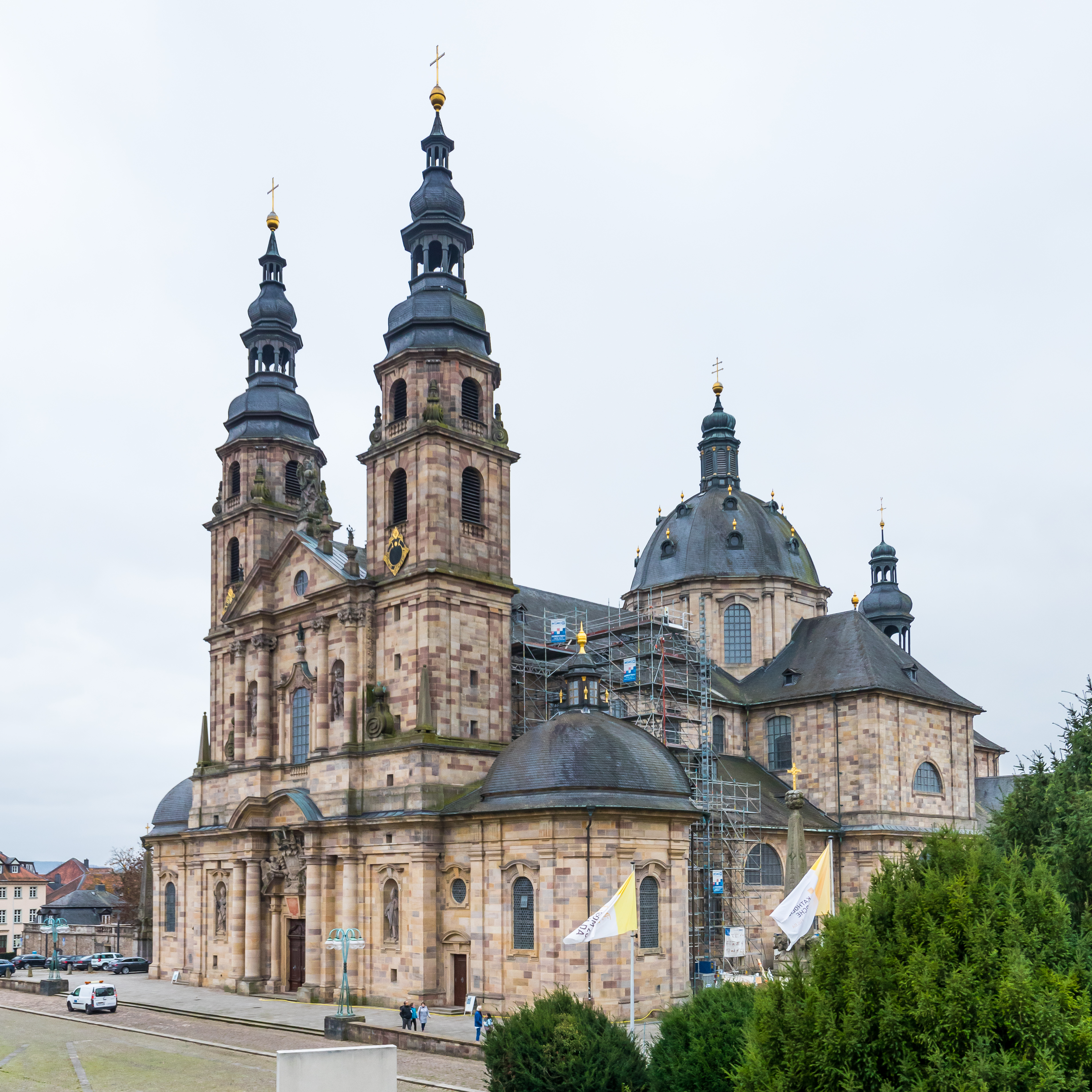
Dom St. Salvator zu Fulda

Fürstabt Adalbert von Schleifras ernannte 1700 Johann Dientzenhofer zum Stiftsbaumeister und beauftragte ihn, an der Stelle der Ratgar-Basilika den barocken Fuldaer Dom zu errichten und das Fuldaer Stadtschloss im barocken Stil auszubauen.

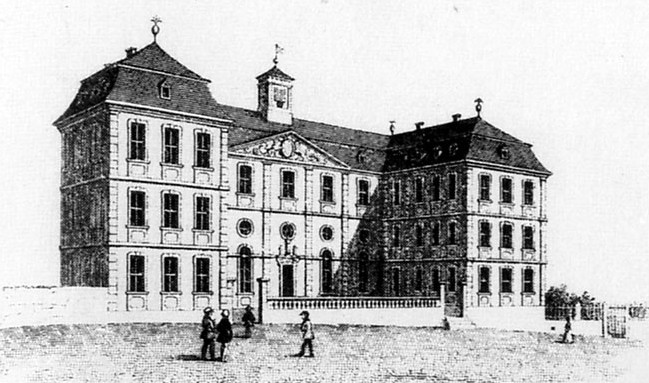
Adolphs-Universität Fulda, 1840

1734 wurde die Universität Fulda gegründet, die bis 1805 bestand. Die von Fürstabt Adolph von Dalberg auf der Grundlage des päpstlichen Kollegs gegründete Einrichtung besaß vier Fakultäten: Theologie, Philosophie, Medizin und Jura. Das barocke Gebäude von 1731 bis 1734 wurde von Andreas Gallasini entworfen und beherbergt heute die Adolf-von-Dalberg-Grundschule.
Am 5. Oktober 1752 wurde die Territorialabtei von Papst Benedikt XIV. zum Bistum erhoben, aus der Fürstabtei Fulda wurde das Fürstbistum Fulda. Die Äbte residierten fortan als Fürstbischöfe.

### Ende des geistlichen Fürstentums und „Fuldische Teilung“
Mit dem Reichsdeputationshauptschluss 1803 wurde auch das geistliche Fürstentum aufgelöst, nachdem das Benediktinerkloster bereits im Jahr zuvor säkularisiert worden war. Die fuldischen Besitzungen gingen als Ersatzleistungen für seine verlorene Statthalterschaft in den Niederlanden an Friedrich Wilhelm von Oranien-Nassau. Gemeinsam mit dem Territorium der Fürstabtei Corvey bildeten sie das Fürstentum Nassau-Oranien-Fulda. Das Bistum Fulda blieb sowohl kirchenrechtlich als auch faktisch bestehen und der letzte Fürstbischof Adalbert von Harstall blieb bis zu seinem Tod 1814 Bischof von Fulda.
Die Herrschaft des Hauses Oranien-Nassau währte jedoch nur kurz. Bereits 1806 annektierte Napoleon I. das Fürstentum Nassau-Oranien-Fulda. 1810 wurde es Teil des Großherzogtums Frankfurt. Auf dem Wiener Kongress 1815 wurde die Provinz Fulda aufgelöst und nach einer rund einjährigen preußischen Verwaltung die „Fuldische Teilung“ vollzogen: Das Territorium des einstigen Hochstiftes Fulda wurde aufgeteilt. Dies geschah durch die Wiener Kongressakte (Art. 40) und eine Abfolge von 1815 und 1816 geschlossenen bilateren Verträgen zwischen der neuen Landesherren, wobei die einzelnen fuldischen Orte die Verhandlungsmasse bildeten und einige Orte mehrfach untereinander getauscht wurden.
1. Preußen erhielt den größten Teil des einstigen Hochstiftes Fulda als so genanntes Großherzogtum Fulda und gab dieses an Kurhessen weiter.
2. Das Kaisertum Österreich erhielt die südlichen Ämter Hammelburg, Brückenau und Weyhers und gab diese an das Königreich Bayern weiter.
3. Das Großherzogtum Sachsen-Weimar-Eisenach erhielt die östlichen Ämter Geisa und Dermbach.
4. Herbstein fiel an das Großherzogtum Hessen.

#### Großherzogtum Fulda
In Kurhessen wurden im Großherzogtum Fulda die Ämter des Fürstentums Nassau-Oranien-Fulda wieder hergestellt. 1818 wurde das Amt Bieberstein vom Landamt Fulda abgespalten. Es bestanden damit eine Zentralverwaltung in Fulda sowie die folgenden Ämter:
- Stadt Fulda und Landamt Fulda (Armenhof, Bernhards, Besges, Brauhaus, Bronnzell, Burkards, Dietershan, Edelzell, Eichenzell, Engelhelms, Florenberg, Kloster Frauenberg, Giesel, Gläserzell, Hattenroth, Haimbach, Harmerz, Horas, Istergiesel, Schloss Johannesberg, Kämmerzell, Kohlhaus, Künzell, Lehnerz, Lüdermünd, Maberzell, Melperts, Mittelrode, Neuenberg, Niederrode, Niesig, Oberrode, Reinhards, Rodges, Rönshausen, Sickels, Stöckels, Welkers, Zell und Zirkenbach)
- Amt Bieberstein (Schloss Bieberstein und die Dörfer Allmus, Almendorf, Böckels, Dietershausen, Dipperz, Dirlos, Dörmbach, Egelmes, Elters, Friesenhausen, Gruben, Hofbieber, Keulos, Kohlgrund, Kielos, Langenbieber, Margretenhaun, Melzdorf, Niederbieber, Rex, Steens, Steinau, Steinhaus, Traisbach, Weihershof, Wiesen, Wissels, Wisselsrod, Wolferts)
- Amt Burghaun (Burghaun, Großenmoor, Gruben, Hechelmannskirchen, Herberts, Hünhan, Klausmarbach, Kleinmoor, Langenschwarz, Mahlerts, Michelsrombach, Oberfeld, Oberrombach, Rhina, Rothenkirchen, Rudolphshan, Schletzenrod, Schlotzau, Steinbach, Wehrda und Wetzlos)
- Amt Eiterfeld (Eiterfeld, Arzell, Betzenrod, Bodes, Branders, Buchenau, Dittlofrod, Erdmannrod, Fischbach, Schloss Fürsteneck, Giesenhain, Glaam, Großentaft, Grüffelbach, Hermannspiegel, Körnbach, Leibolz, Leimbach, Malges, Mansbach, Mauers, Meisenbach, Mengers, Müsenbach, Neukirchen, Oberbreitzbach, Oberufhausen, Oberweisenborn, Odensachsen, Rasdorf, Reckrod, Soisdorf, Traischfeld, Unterufhausen und Wölf)
- Amt Großenlüder (Großenlüder, Blankenau, Brandlos, Eichenau, Gersrod, Hainzell, Hauswurz, Hosenfeld, Jossa, Kleinlüder, Lütterz, Malkes, Müs, Oberbimbach, Pfaffenrod, Poppenrod, Salzschlirf, Schletzenhausen, Uffhausen und Unterbimbach)
- Stadt und Amt Hünfeld (Stadt Hünfeld und Dammersbach, Gotthards, Großenbach, Haselstein, Hausarmen, Hofaschenbach, Kirchhasel, Mackenzell, Mahlerts, Marbach, Mittelaschenbach, Molzbach, Morles, Nüst, Oberaschenbach, Obernüst, Rimmels, Rödergrund, Roßbach, Rückers, Sandberg, Sargenzell, Schwarzbach, Setzelbach, Silges, Stendorf, Unterbernhards, Wallings und Wittges)
- Amt Neuhof (Neuhoff und die Dörfer Büchenberg, Buchenrod, Döllbach, Dorfborn, Eichenried, Ellers, Flieden, Hattenhof, Höf und Haid, Kauppen, Kerzell, Löschenrod, Magdlos, Mittelkalbach, Neustadt, Niederkalbach, Opperz, Rommerz, Rothemann, Rückers, Schweben, Stork, Veitsteinbach, Weidenau, Ziegel und Zillbach)
- Stadt und Amt Salmünster (Stadt Salmünster und Ahl, Eckardroth, Herolz, Kerbersdorf, Klesberg, Marborn, Neustädtel, Rabenstein, Rebsdorf, Romsthal, Sannerz, Sarrod, Soden, Uerzell, Ulmbach, Wahlert und Weiperz)

1821 wurde in Kurhessen die Trennung der Rechtsprechung von der Verwaltung umgesetzt. Das Großherzogtum Fulda wurde zur Provinz Fulda. Die Verwaltungsaufgaben der Ämter gingen auf die Kreise über, siehe die Liste der Kreise im Kurfürstentum Hessen (1821). Die Rechtsprechung übernahmen Justizämter. Die alten Ämter wurden aufgelöst.
Als Folge des Scheiterns der Bundesexekution durch die Niederlage Österreichs und seiner Verbündeten im Deutschen Krieg gegen das Königreich Preußen wurde Kurhessen 1866 von diesem annektiert und die Provinz Fulda damit Teil der preußischen Provinz Hessen-Nassau. Ebenso fielen die ehemals fuldischen Gebiete des bayerischen Landgerichts Gersfeld an Preußen.